# Schild (Sternbild)
Der Schild (Sobieskischer Schild, lateinisch Scutum) ist ein Sternbild in der Nähe des Himmelsäquators.

## Beschreibung
Der Schild ist ein kleines, unscheinbares Sternbild südlich des Adlers (Aquila). Er liegt in der sternenreichen Milchstraße, daher findet man im Schild mehrere offene Sternhaufen, einen Kugelsternhaufen, und mit IC 1295 auch einen Planetarischen Nebel.

## Geschichte
Das Sternbild wurde erstmals 1690 in dem Werk Firmamentum Sobiescianum von Johannes Hevelius aufgeführt und ist dem polnischen König Jan III. Sobieski (1629–1696) gewidmet, der 1683 bei der Schlacht am Kahlenberg die Stadt Wien von den türkischen Belagerern befreite. Es symbolisiert den Schild, den der König in der Schlacht trug und so lautete die ursprüngliche Bezeichnung Scutum Sobiescianum („Schild des Sobieski“).
Von etlichen vorgeschlagenen Sternbildern, die sich auf Personen der Neuzeit bezogen, hat außer dem Schild nur noch das Teleskop, mit welchem Lacaille die Erfinder des Fernrohres gewürdigt hat, Eingang in die Liste der 88 modern anerkannten Sternbilder gefunden.

## Himmelsobjekte

### Sterne
| B   | Bezeichnungen | Größe          | Entfernung / Lj | Spektralklasse |
| --- | ------------- | -------------- | --------------- | -------------- |
| α   |               | 3,85m          | 174             | K2 III         |
| β   |               | 4,22m          | 690             | G5 II.         |
| ζ   |               | 4,68m          | 191             | K0 III         |
| γ   |               | 4,70m          | 292             | A1 IV/V        |
| δ   | Delta Scuti   | 4,60 bis 4,79m | ca. 200         | F2 IIIp        |
| η   |               | 4,83m          | 207             | K1 III         |
| ε   |               | 4,88m          | 523             | G8 II          |
| 400 | Struve 2325   | 5,72m          |                 |                |
| 400 | R             | 4,4 bis 8,2m   | 2500            | G7 Ib          |

Der hellste Stern im Schild ist Alpha Scuti, ein 174 Lichtjahre entfernter Stern der Spektralklasse K2 mit dem 20-fachen Durchmesser und der 130-fachen Leuchtkraft unserer Sonne.

### Mehrfachsterne
| System      | Größen             | Abstand |
| ----------- | ------------------ | ------- |
| δ           | 4,72v / 9,2 / 12,2 |         |
| Struve 2325 | 5,8 / 9,1          |         |

Delta Scuti ist ein etwa 200 Lichtjahre entferntes Mehrfachsternsystem, bestehend aus drei Sternen.

### Veränderliche Sterne
| Stern | Größe          | Periode          | Typ                           |
| ----- | -------------- | ---------------- | ----------------------------- |
| δ     | 4,60 bis 4,79m | 4,67 Stunden     | Kurzperiodisch Veränderlicher |
| R     | 4,4 bis 8,2m   | 140 bis 146 Tage | RV-Tauri-Stern                |

Der Hauptstern des Systems Delta Scuti ist der Namensgeber einer Gruppe von kurzperiodischen pulsationsveränderlichen Sternen, den Delta-Scuti-Sternen. Seine Helligkeit verändert sich über einen Zeitraum 4 Stunden und 40 Minuten von 4,60 bis 4,79m. Der Stern besitzt etwa die zweifache Masse und die 15-fache Leuchtkraft unserer Sonne. Spektroskopische Untersuchungen zeigen, dass seine Hülle reich an schweren Elementen ist.
R Scuti ist ein 2500 Lichtjahre entfernter halbregelmäßig pulsationsveränderlicher Stern vom Typ RV-Tauri. Bei diesen Sternen wechseln sich flache und tiefe Helligkeitsminima ab.

### Messier- und NGC-Objekte
| Messier (M) | NGC  | sonstige | Größe | Typ                 | Name             |
| ----------- | ---- | -------- | ----- | ------------------- | ---------------- |
| 11          | 6705 |          | 5,8m  | Offener Sternhaufen | Wild-Duck-Nebula |
| 26          | 6694 |          | 8,0m  | Offener Sternhaufen |                  |
|             | 6712 |          | 8,5m  | Kugelsternhaufen    |                  |

Im Schild befinden sich zwei offene Sternhaufen, die der erste systematische Kometenjäger, der französische Astronom Charles Messier, in seinen Katalog nebliger Objekte (Messierkatalog) aufnahm.
Der 5700 Lichtjahre entfernte M 11 ist einer der auffälligsten offenen Sternhaufen am Nachthimmel. Er ist bereits im Prismenfernglas erkennbar, in einem mittleren Teleskop werden über 400 Sterne sichtbar. Da seine Form an einen Schwarm fliegender Wildenten erinnert, wird er auch „Wild-Duck-Nebula“ (Wildentennebel) genannt.
M 26 ist ein offener Sternhaufen in 5000 Lichtjahren Entfernung. Er ist weniger eindrucksvoll als M 11. Im Teleskop sind 15 bis 20 Sterne sichtbar.
NGC 6712 ist ein 20.000 Lichtjahre entfernter Kugelsternhaufen. Um ihn in Einzelsterne aufzulösen, benötigt man allerdings ein größeres Teleskop.